# Erich Kellner
Erich Kellner (* 23. Dezember 1914 in Metebach; † nach 1967) war ein deutscher Kfz-Mechaniker und Politiker der DDR-Blockpartei Liberal-Demokratische Partei Deutschlands (LDPD).

## Leben
Kellner stammte aus einer Arbeiterfamilie. Nach dem Schulbesuch absolvierte er von 1928 bis 1932 eine Lehre zum Kfz-Mechaniker. Zum 1. Mai 1933 trat er der NSDAP bei (Mitgliedsnummer 2.846.670). In der DDR wurde er Vorsitzender der Produktionsgenossenschaft des Handwerks (PGH) Kfz „Matthias Berger“ in Gotha mit Niederlassungen in Waltershausen und Schnepfenthal.

## Politik
Er trat der 1945 in der Sowjetischen Besatzungszone neugegründeten LDPD bei. Bei den Wahlen zur Volkskammer der DDR war Kellner Kandidat der Nationalen Front der DDR und von 1963 bis 1967 Mitglied der LDPD-Fraktion in der Volkskammer. 